# Christensonella acicularis
Christensonella acicularis es una especie de orquídea epifita  originaria de  	 Brasil.

## Descripción
Es una orquídea de pequeño tamaño, con hábitos epifita y ocasionalmente litofita con pseudobulbos alargados, ovalados, longitudinalmente sulcados, pseduobulbos ligeramente comprimidos lateralmente envueltos basalmente por un par de vainas agudas y que llevan dos hojas apicales, erectas, delgadas, aciculadas y agudas. Florece en invierno y finales de primavera en una inflorescencia axilar de  0,5-1 cm  de largo con una sola flor fragante y que necesita un pequeño descanso invernal.

## Distribución y hábitat
Se encuentra en el sureste y el sur de Brasil en elevaciones de hasta 2.200 metros.  

## Taxonomía
Christensonella acicularis fue descrita por (Herb. ex Lindl.) Szlach., Mytnik, Górniak & Smiszek  y publicado en Polish Botanical Journal 51(1): 58. 2006.
Sinonimia
- Maxillaria acicularis Herb. ex Lindl.
- Maxillaria acicularis var. angustipetala Hoehne
- Maxillaria acicularis var. brevifolia Cogn.[1][3][4]